# Pop (canal de televisão)
Pop, também conhecido como Pop TV (anteriormente conhecido como TV Guide Network), é um canal de televisão pago norte-americano de propriedade da Paramount Media Networks. É um canal de entretenimento geral, com foco em programas de cultura popular.
A rede foi originalmente lançada em 1981, fornecendo uma exibição de listas localizadas de canais e programas para provedores de televisão a cabo. Posteriormente, o serviço, com a marca Prevue Channel ou Prevue Guide e, posteriormente, Prevue, passou a veicular segmentos junto com o guia na tela, que incluía entretenimento, notícias e promoções para os próximos programas. Depois que a controladora da Prevue, United Video Satellite Group, adquiriu a revista de entretenimento TV Guide em 1998, o serviço foi relançado como TV Guide Channel, e passou a apresentar programas completos sobre a indústria do entretenimento, incluindo revistas de notícias e reality shows, junto com a cobertura do tapete vermelho das principais premiações.
Após a aquisição da TV Guide Network pela Lionsgate em 2009, sua programação começou a mudar para um formato de entretenimento geral com reprises de dramas e sitcoms. Em 2013, a CBS Corporation adquiriu uma participação de 50% da rede, que passou a se chamar TVGN. Ao mesmo tempo, à medida que seu propósito original se tornou obsoleto por causa dos guias de programas integrados oferecidos pelas plataformas de televisão digital, a rede começou a minimizar e eliminar seu serviço de listas de programas. A partir de junho de 2014, nenhum dos contratos de transporte da rede exigia a exibição das listagens, e elas foram totalmente excluídas de sua transmissão simultânea em alta definição. Em 2015, a rede foi rebatizada como Pop. Em 2019, a CBS adquiriu a participação de 50% da Lionsgate na rede e se fundiu com a Viacom.
O canal Pop estava disponível para 67.348 milhões de lares nos Estados Unidos em setembro de 2018.

## História
Em 18 de setembro de 2014, a CBS e a Lionsgate anunciaram que a TVGN seria relançada como Pop no início de 2015, com o rebranding anunciado posteriormente para ocorrer em 14 de janeiro daquele ano. O novo canal mudaria para uma programação sobre o fandom de cultura pop e levaria 400 horas de programação original após a reformulação, incluindo um reality show estrelado por New Kids on the Block e o sitcom canadense Schitt's Creek, o primeiro programa da Pop TV para receber indicações ao Primetime Emmy Award na categoria Outstanding Comedy Series. O Pop foi disponibilizado na AT&T U-verse em 1º de março de 2016.
Em 12 de março de 2019, a CBS adquiriu a participação de 50% da Lionsgate, tornando-a parte da CBS Cable Networks. Em seguida, tornou-se parte da ViacomCBS Domestic Media Networks em 4 de dezembro de 2019, quando a CBS se fundiu com a Viacom. Como a Viacom tradicionalmente tem sua programação produzida internamente para suas redes a cabo, em vez de produtores externos, as renovações da segunda temporada para Flack e Florida Girls, junto com um pedido de série de Best Intentions, foram revogadas, com a Viacom liberando todas as três séries para serem compradas para outras empresas sem penalidade.

## Programação
A programação atual vista no Pop inclui uma mistura de séries originais com roteiro e reality, séries adquiridas e coproduzidas internacionalmente e reprises de programas provenientes da biblioteca CBS Television Distribution..Anteriormente, a rede também transmitiu luta profissional da Impact Wrestling e da Paragon Pro Wrestling, sediada em Las Vegas.